# ケルズス禿瘡
ケルズス禿瘡（ケルズスとくそう、Celsus）は、頭部に発疹と脱毛を伴う皮膚真菌症の一つ。

## 原因
原因は白癬菌という水虫と同じ原因の真菌によって生じる。人獣共通感染症である。人では乳幼児に多い。

## 症状
紅斑、毛包一致性に丘疹、膿疱が頭部に出現する。腫脹、軽度の波動、膿汁の排泄、圧痛を伴うこともある。髪の毛は容易に抜け瘢痕性脱毛を残すことがある。

## 関連
- 白癬
- 感染症
- 皮膚科学